# Johannes Bissendorf
Johannes Bissendorf (* um 1585; † 26. März 1629 in Steuerwald) war ein evangelischer Geistlicher und Autor theologischer Schriften. Er gilt als (einziger) Märtyrer der Evangelisch-lutherischen Landeskirche Hannovers.

## Leben
Bissendorf stammte aus Heyersum, wo sein Vater wahrscheinlich Amtsschreiber war. Er besuchte die Andreasschule in Hildesheim und immatrikulierte sich am 29. März 1604 als Student der Theologie an der Universität Helmstedt.
1613/14 veröffentlichte er mehrere Schriften, darunter eine Lebensbeschreibung Martin Luthers sowie Polemiken und Satiren gegen die katholische Kirche und besonders gegen den Jesuitenorden. Mit seinen auf Deutsch verfassten Texten erreichte er in und um Hildesheim einen größeren Leserkreis. 1619 wurden seine Streitschriften unter dem Gesamttitel Colloquium zwischen einem Evangelischen Christen und irrenden Papisten noch einmal neu herausgegeben.
1621 wurde Bissendorf durch den Propst des Stifts St. Bartholomaei zur Sülte vor Hildesheim als Patronatsherr auf die Pfarre in Gödringen präsentiert. Er wurde am 23. August 1621 ordiniert und trat das am Amt als dritter evangelischer Pastor der Kirchengemeinde am 1. September an.
Nach dem Sieg der Katholiken in der Schlacht bei Lutter (1626) setzte die Rekatholisierung des Hildesheimer Stiftsgebiets ein, verbunden mit persönlichen Angriffen gegen Bissendorf selbst. Mit der Zahlung eines Lösegeldes von 50 Talern konnte er die Übergriffe zunächst abwenden, bemüht sich aber dennoch um Schutz durch seinen Landesherrn in Braunschweig. Von den dortigen Behörden wurde er allerdings nicht unterstützt. 1627 wurde er unter einem Vorwand nach Steuerwald gelockt und gefangen genommen. Nach anderen Berichten befand er sich bereits auf der Flucht, als er in der Nähe des von kaiserlichen Truppen besetzten Schlosses Steuerwald festgesetzt wurde. Die mit seiner Beaufsichtigung betrauten Jesuiten bemühten sich vergeblich, ihn zum Übertritt zu bewegen. Auf Anordnung des Fürstbischofs Ferdinand von Bayern wurde ein Prozess wegen Landfriedensbruchs, Gotteslästerung und Missachtung der Reichsgesetze eröffnet. Das nach einem Gutachten der Theologischen Fakultät der Universität Köln durch das Kurfürstliche Gericht in Köln am 7. März 1629 ausgesprochene Todesurteil wurde am 26. März 1629 vollstreckt. Bissendorfs Leichnam wurde erst 1635 nach Gödringen überführt und in der dortigen Kirche beigesetzt. Sein Grabmal wurde 1929 bei der Renovierung der Kirche wieder aufgefunden und restauriert. Der 300. Todestag wurde 1929 im damaligen Kirchenkreis Sarstedt als Gedenktag begangen.